# Robert Vivier
Pour les articles homonymes, voir Vivier (homonymie).
Robert Vivier est un poète, romancier et critique belge francophone né à Chênée le 16 mai 1894 et mort à La Celle-Saint-Cloud le 6 août 1989.

## Biographie
Né le 16 mai 1894 à Chênée, troisième fils (sur quatre) d'une famille de la petite bourgeoisie — son père d'origine bourguignonne était ingénieur et chef du service des laminoirs à La Vieille Montagne et sa mère d'origine liégeoise — Robert Vivier manifeste très tôt des dons pour l'écriture qui se concrétisent par l'attribution de diverses distinctions dès ses années d'études à l'Athénée royal de Liège, où il tisse avec Marcel Thiry les premiers liens d'une amitié qui durera plus de soixante ans.
Inscrit à la Faculté de philosophie et lettres de l'Université liégeoise dès 1911, il publie en 1913 (à 19 ans) un premier recueil : Avant la vie, qui révèle une maturité et un talent original dépassant l'héritage des poètes parnassiens et symbolistes.
L'année suivante, la guerre de 1914-18 interrompt ses études. Engagé volontaire, Robert Vivier réussit à rallier un centre d'instruction militaire en Normandie avant d'être, quelques mois plus tard, fantassin dans l'armée belge sur le front de l'Yser où, dans le secteur de Dixmude, il frôle la mort pendant quatre ans et partage l'angoisse et l'amitié de ses compagnons de tranchée.
La guerre laisse en lui une empreinte indélébile dont on trouve les traces à travers son œuvre de poète, de romancier et de chroniqueur. Refusant toute promotion, se refusant à toute manifestation de haine à l'égard de l'ennemi, Robert Vivier cherche avant tout dans la guerre des tranchées tout ce qu'elle peut encore comporter d'humain, de partage, d'entraide, de fraternité. Tel est bien le message qui ne cesse de s'insinuer dans ses œuvres si émouvantes au lendemain du premier conflit : La Route incertaine (poèmes, 1921), La Plaine étrange (prose, 1923), et publié beaucoup plus tard, en 1963, Avec les hommes (six moments de l'autre guerre) . La guerre est encore présente, du moins à l'arrière-plan, dans deux romans à caractère biographique : Non (1931) et Mesures pour rien (1947) écrits une vingtaine d'années plus tôt.
L'œuvre romanesque de Robert Vivier, entièrement écrite avant 1940, comporte encore deux écrits majeurs : Folle qui s'ennuie (1933), un chef-d'œuvre de la littérature populiste de l'entre-deux-guerres qui vaut surtout par l'observation minutieuse et chaleureuse de la vie modeste des petites gens, et Délivrez-nous du mal (1936) qui révèle chez l'agnostique qu'est Vivier des dons de fervente sympathie pour la personnalité charismatique de Louis Antoine, ancien ouvrier devenu le fondateur du culte antoiniste. On retiendra encore quelques contes dispersés dans diverses revues, et plus particulièrement, le recueil Écumes de la mer (1959) dédié à l'enfance et rédigé dans les années 1920.
Toutefois, c'est par la poésie et par l'incessant commentaire qu'il en fait dans ses cours et dans ses essais, qu'il prend une dimension exceptionnelle. Ce que l'on peut appeler le ton Vivier est constitué par un savant entrecroisement de familiarité conversationnelle avec les mystères du quotidien. Célébrant, pour ainsi dire jusqu'à son dernier souffle, avec une progressive et rare maîtrise, toute la richesse de la vie, de la nature, des êtres : la beauté du monde, la subtile plénitude des instants intensément vécus, la force enveloppante, voire dévorante du temps, sa hantise constante, toute la poésie de Vivier s'inscrit sous le titre d'un de ses plus beaux recueils : S'étonner d'être. De Déchirures (1927) à J'ai rêvé de nous (1983), de Au bord du temps (1936) à Dans le secret du temps (1972) en passant par Chronos rêve — que d'aucuns considèrent comme son chef-d'œuvre —, Robert Vivier a multiplié les témoignages les plus convaincants de l'infinie ingéniosité de sa métrique, de la séduction mélodique de rythmes diversifiés, d'un étonnant pouvoir d'images envoûtantes.
Romancier, poète, Robert Vivier est aussi un analyste rigoureux des plus grandes œuvres de la littérature française, mettant de la sorte en application la recommandation d'Eliot[Qui ?] selon lequel poésie et critique sont intimement liées, ce qui n'est pas coutumier en France. Ce travail pénétrant, qui aura exigé une somme inestimable de lectures, Robert Vivier ne cesse de s'y livrer, non seulement au cours de sa carrière professorale à l'Université de Liège (trente-cinq écrivains français étudiés, parmi les plus grands et une vingtaine d'écrivains italiens) mais aussi dans la publication de plusieurs ouvrages qui comptent parmi les meilleurs de la critique contemporaine : L'originalité de Baudelaire (1924), sa thèse de doctorat, publiée et rééditée à trois reprises par l'Académie royale de langue et de littérature françaises, où Robert Vivier sera appelé à prendre, le 13 mai 1950, la succession de Maurice Maeterlinck, à qui il consacrera son Histoire d'une âme en 1962. Il publie encore Lire Supervielle (1972) sans oublier Et la poésie fut langage (1954), travail fondé sur l'analyse de La Chanson de Roland, des œuvres de Villon, Racine, Verlaine et Mallarmé. À cette somme considérable, il faudrait ajouter Frères du ciel (quelques aventures poétiques d'Icare et de Phaéton) et d'innombrables études et préfaces.
Successeur d'Auguste Doutrepont dès 1929 à la chaire de langue et de littérature italiennes, Robert Vivier est également un remarquable spécialiste de la littérature médiévale et moderne de l'Italie. Sa réputation en la matière demeure assurée, en Italie même, par ses essais sur Dante (1942), sur Ugo Foscolo (1934) et sur Gabriele D'Annunzio, par ses études consacrées aux poètes Leopardi, Ungaretti, Montale et Quasimodo.
Ce qu'il y a sans doute de plus surprenant, c'est la familiarité qu'il a pu acquérir avec des œuvres russes, polonaises, mais aussi par son effort personnel de connaissance avec des poètes occitans, italiens, espagnols et roumains. Son essai Traditore... (1960) constitue, à ce point de vue, une réalisation sans doute unique de mise en vers français d'œuvres de vingt-neuf écrivains étrangers.
Cette disposition vis-à-vis des auteurs étrangers et notamment russes a été rendue possible grâce à la collaboration de son épouse, Zenia Klupta (dite Zénitta), d'origine lettone et polonaise, et mère du célèbre volcanologue Haroun Tazieff, dont elle avait épousé en premier mariage le père Sabir Tazieff d'origine ouzbèke. Zénitta Klupta et Robert Vivier traduisirent de nombreux ouvrages écrits en russe, dont notamment le roman : De l'autre côté de la nuit d'Eugène Oustiev.
Haroun Tazieff fut le fils adoptif de Robert Vivier, qui en fit son légataire universel.
Enfin, on ne saurait passer sous silence le travail de chroniqueur qu'il assuma avant comme après la guerre de 1939-45 dans divers périodiques. On retiendra surtout ses quelque 526 chroniques du Face à main (1944-1955); à partir d'une actualité généralement éphémère, il réussit à construire une œuvre durable, partiellement rassemblée dans deux recueils d'une étrange séduction : Le Calendrier du distrait (1961) et À quoi l'on pense (1965). Robert Vivier est mort le 6 août 1989. Dans l'une des chroniques parue le 12 août 1950 peu après le retrait de Léopold III, il exalte la grandeur de la Wallonie.

## Sur Robert Vivier
- Laurent Béghin, Robert Vivier, ou La religion de la vie : biographie, Bruxelles, Académie Royale de Langue et de Littérature Françaises de Belgique Le Cri, 2013 (ISBN 978-2-87106-678-1)

## Source
- Revue Poésie, no 16, 1971 : La poésie française de Belgique
- Biographie de Robert Vivier par l'Académie royale de langue et de littérature françaises de Belgique